# Klebelsberg Kuno-emlékmű

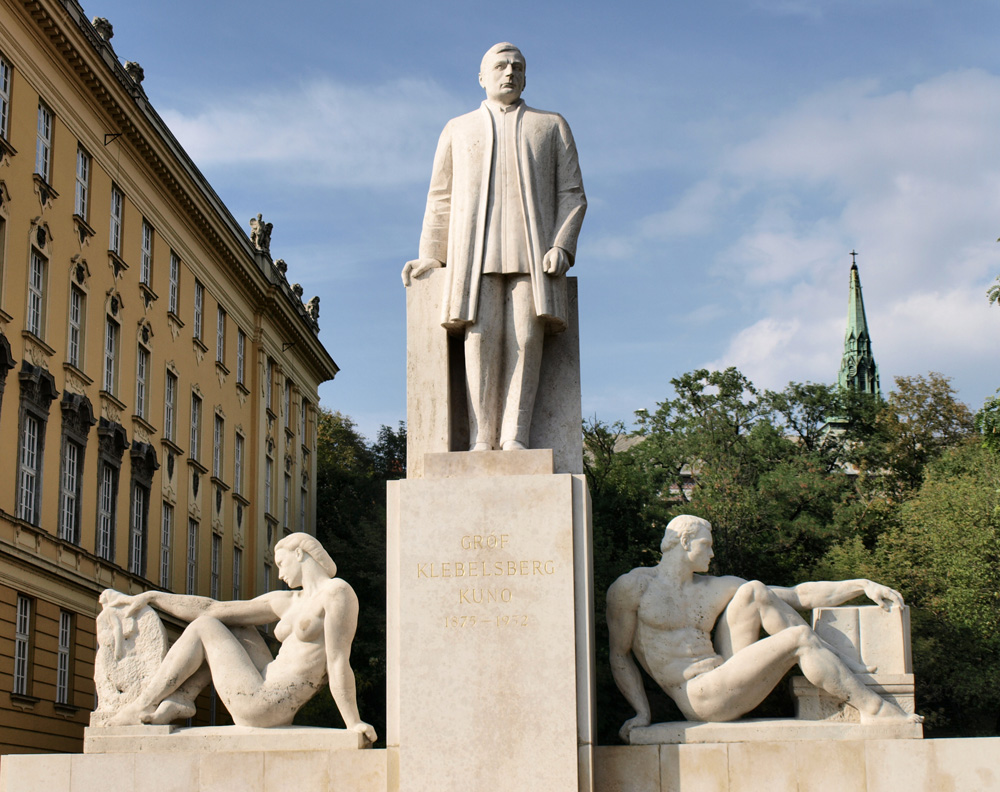
A Klebelsberg Kuno-emlékmű Budapesten, a Villányi úton

A Klebelsberg Kuno-emlékmű Budapest XI. kerületében, a Villányi úton található szoborcsoport, mely Klebelsberg Kunónak, Magyarország egykori vallás- és közoktatásügyi miniszterének (1922–1932) állít emléket.

## Története
Gróf Klebelsberg Kuno 1932-ben hunyt el, majd ötvenhét évesen, váratlanul. Fél évig belügyminiszterként tevékenykedett, mielőtt az 1922-es választások után átült volna a vallás- és közoktatásügyi miniszteri székbe. Utóbbiban 1931-ig maradt; a hivatalban eltöltött kilenc év alatt a teljes magyar oktatási rendszert az alapjaitól kezdve megreformálta, amivel párhuzamban a tudományos életet és az ifjúsági sportoktatást is revitalizálta. Érdemeit és sikereit már életében elismerték és nagyra tartották, így váratlan halála után hamar felmerült az ötlet, hogy szobrot kellene neki állítani.
A budapesti emlékművet Grantner Jenő készítette és 1939. május 14-én avatták fel a budapesti IV. kerületben az Eskü (ma V. kerületi Március 15.) téren. Az avatáson megjelent Horthy Miklós kormányzó és felesége, Klebelsberg Kuno özvegye és Szegedről a csanádi püspök, Glattfelder Gyula. 

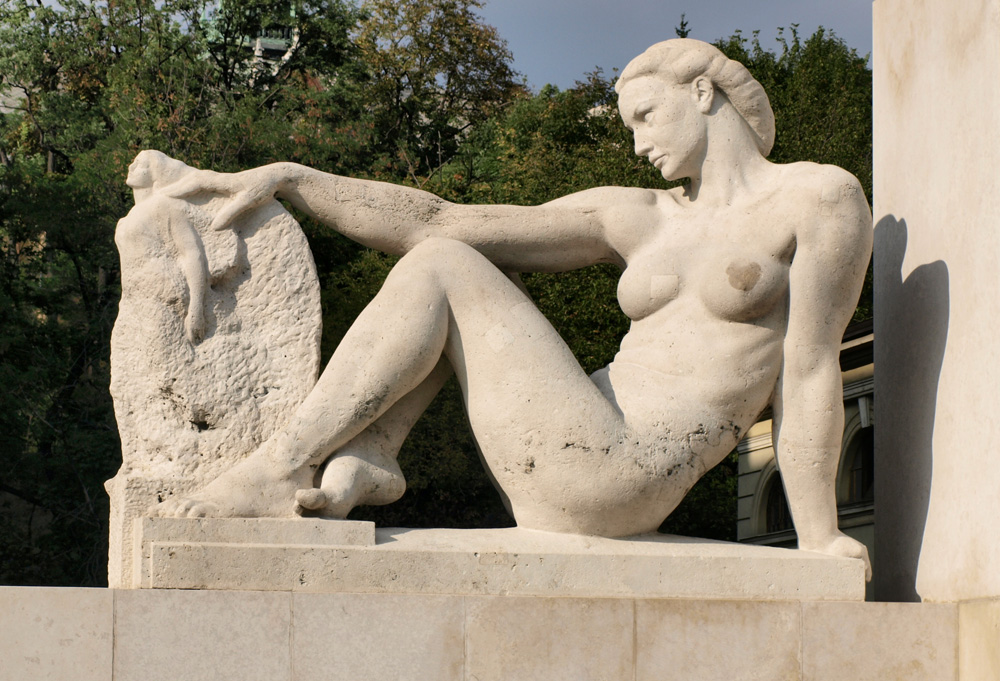
A szoborcsoport nőalakja

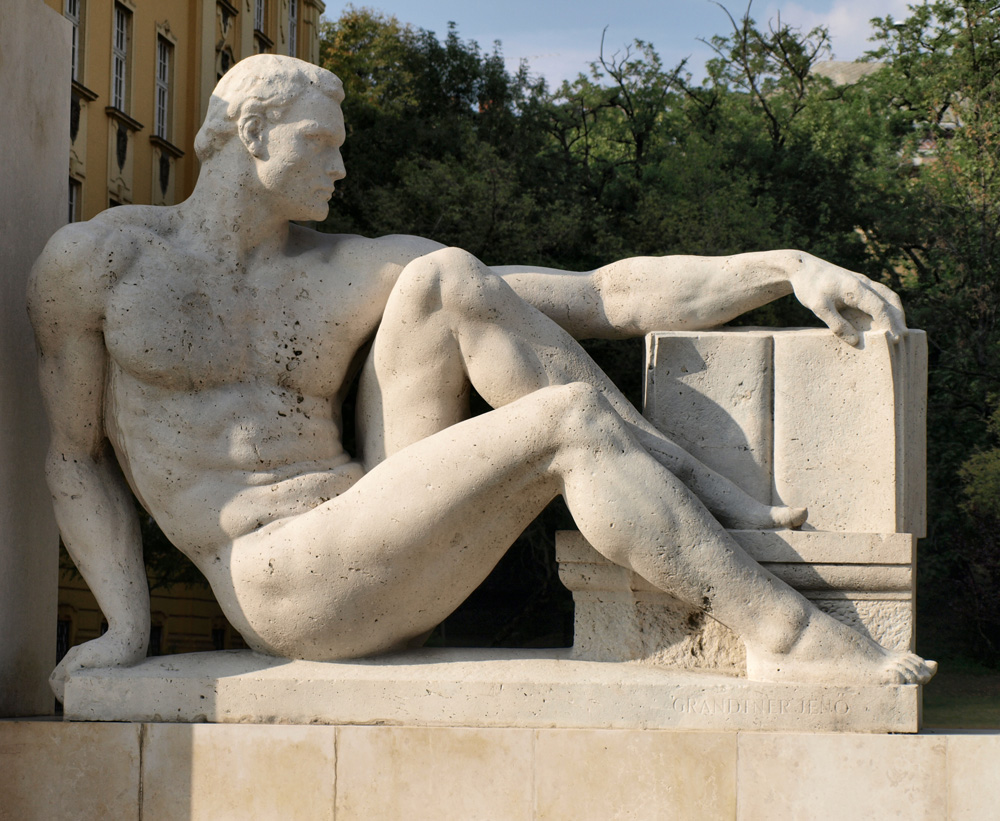
A szoborcsoport férfialakja

Római klasszicizáló stílusban készült a szoborcsoport. Az álló főalak Klebelsberg Kuno, a két ülő mellékalak közül a nő a művészetet, a férfi a tudományt jelképezi.
Az emlékmű a második világháborúban megsérült, elsősorban a főalak, hiszen az volt a legmagasabbra helyezve. A háború után elbontották az egészet, a két mellékalakot pedig elhelyezték a II. kerületben Adyligeten, amelynek közelében, Pesthidegkúton élt Klebelsberg.
2000 körül szedték össze az emlékmű minden elemét, Tóth Kálmán szoborrestaurátor pedig vállalta annak felújítását. A főalakot újjáteremtette Gartner eredeti stílusának megfelelően, a többit pedig restaurálta. Az újjáavatására 2001. szeptember 21-én a Villányi úton a budai ciszterci Szent Imre-templom mellett került sor.